# Seznam písní R.E.M.
Toto je seznam písní americké kapely R.E.M..

## 0-9
- 7 Chinese Bros.
- 9-9

## A
- Accelerate
- Aftermath
- Airportman
- All The Best
- All the Way to Reno (You're Gonna Be a Star)
- Alligator_Aviator_Autopilot_Animatter
- Around The Sun
- At My Most Beautifal
- Auctionrer (Another Engine)

## B
- Bang and Blame
- Beachball
- Beat a Drum
- Begin the begin
- Belong
- Binky the Doormat
- Bittersweet Me
- Blue
- Boy in the Well
- Be Mine

## C
- Camera
- Can't Get There From Here
- Catapult
- Chorus and the Ring
- Circus Envy
- Country Feedback
- Crush with Eyeliner
- Cuyahoga

## D
- Daysleeper
- Departure
- Diminished
- Dissapear
- Discoverer
- Disturbance at the Heron House
- Don't Go Back To (Rockville)
- Drive
- Driver 8

## E
- E-Bow the Letter
- Electrolite
- Electron Blue
- Endgame
- Every Day Is Yours To Win
- Everybody Hurts
- Exhuming McCarthy

## F
- Fall on Me
- Falls to Climb
- Feeling Gravitys Pull
- Final Straw
- Find the River
- Finest Worksong
- Fireplace

## G
- Get Up
- Good Advices
- Green Grow the Rushes

## H
- Hairshirt
- Half a World Away
- Harborcoat
- High Speed Train
- Hollow Man
- Hope
- Horse to Water
- Houston
- How the West Was Won and Where It Got Us
- Hyena

## I
- I Believe
- I Don't Sleep, I Dream
- I Remember California
- I Took Your Name
- I Wanted to Be Wrong
- I'm Gonna DJ
- I'll Take The Rain
- I've Been High
- Ignoreland
- Imitation of Life
- It Happened Today
- It's the End of the World as We Know It (And I Fell Fine)

## J
- Just a Touch

## K
- King of Birds
- King of Comedy
- Kohoutek

## L
- Laughing
- Leave
- Leaving New York
- Let Me In
- Letter Never Sent
- Life and How To Live It
- Lightin' Hopkins
- Little America
- Living Well Is The Best Revenge
- Losing My Religion
- Lotus
- Low
- Low Desert

## M
- Make It All Ok
- Man on the moon
- Man-Sized Wreath
- Maps and Legends
- Me in Honey
- Me, Marlon Brando, Marlon Brando and I
- Mine Smell Like Honey
- Monty Got a Raw Deal
- Moral Kiosk
- Mr. Richards

## N
- Near Wild Heaven
- New Orleans Instrumental No.1
- New Test Leper
- Nightswimming

## O
- Oddfellows Local 151
- Oh My Heart
- Old Man Kensey
- Orange Crush

## P
- Parakeet
- Perfect Circle
- Pilgrimage
- Pop Song 89
- Pretty Persuasion

## R
- Radio Free Europe
- Radio Song

## S
- Sad Professor
- Saturn return
- Second Guessing
- Shaking Through
- She Just Wants To Be
- Shiny Happy People
- Sing for the Submarine
- Sitting Still
- So Fast, So Numb
- So. Central Rain (I'm Sorry)
- Stand
- Star 69
- Star Me Kitten
- Strange
- Strange Currencies
- Summer Turns ti High
- Superman
- Supernatural Superserious
- Suspicion
- Swan Swan H.
- Sweetness Follows

## T
- Talk About the Passion
- Texarkana
- That Someone Is You
- The Apologist
- The Asxwnt of Man
- The Flowers of Guatemala
- The Lifting
- The One I Love
- The Outsiders
- The Sidewinder Sleeps Tonite
- The Wake-Up Bomb
- The Worst Joke Ever
- The Wrong Child
- These Days
- Time After Time (Annelise)
- Tongue
- Try Not To Breathe
- Turn You Inside-Out

## U
- Underneath the Bunker
- Undertow
- Until the Day Is Done
- Untitled

## W
- Walk It Back
- Walk Unafraid
- Wanderlust
- We Walk
- Welcome to the Occupation
- Wendell Gee
- West Of The Fields
- What If We Give It Away?
- What's the Frequency, Kenneth?
- Why Not Smile
- World Leader Pretend

## Y
- You
- You Are the Everything
- You're in the Air

## Z
- Zither

## Ü
- Überlin